# Jasmin (metropolitana di Parigi)
Jasmin è una stazione della linea 9 della metropolitana di Parigi.

## La stazione
La stazione venne aperta l'8 novembre 1922 e prese il nome del poeta francese Jasmin (Jacques Boé, detto), (1798-1864), soprannominato le Péruquier poète, che fu per le sue opere in lingua d’oc, il precursore del movimento letterario provenzale. La strada che porta il suo nome è un tratto dell'antica rue de la Cure.

## Interconnessioni
- Bus RATP - 22